# باروساسور
باروساسور (نام علمی: Barrosasaurus) نام یک سرده از راسته خزنده‌کفلان است.